# Tunnel Fenghuoshan
Le tunnel fenghuoshan (chinois : 风火山隧道 ; pinyin : fēnghuǒshān suìdào ; litt. « tunnel de la montagne vent et feu »), situé au bord de la réserve de Hoh Xil (nom mongol, Kekexili en mandarin), dans la province de Qinghai est le tunnel ferroviaire le plus haut du monde avec une altitude de 4 905 mètres.
Il est implanté sur la ligne ferroviaire Quing-Zang, mesure 1 338 mètres de long et la vitesse y est limitée à 100 km/h et a été achevé en 2006,,.